# W. S. Merwin
William Stanley Merwin (New York, 1927. szeptember 30. – Haiku, Hawaii, 2019. március 15.) amerikai költő.

## Művei

### Verseskötetek
- A Mask for Janus (1952, New Haven, Connecticut: Yale University Press)
- The Dancing Bears (1954, New Haven, Connecticut: Yale University Press)
- Green with Beasts (1956, New York: Knopf)
- The Drunk in the Furnace (1960, New York: Macmillan)
- The Moving Target (1963, New York: Atheneum)
- Collected Poems (1966, New York: Atheneum)
- The Lice (1967, New York: Atheneum)
- Animae (1969, San Francisco: Kayak)
- The Carrier of Ladders (1970, New York: Atheneum)
- Signs (1970, illusztrálta A. D. Moore; Iowa City, Iowa: Stone Wall Press)
- Writings to an Unfinished Accompaniment (1973, New York: Atheneum)
- The First Four Books of Poems (1975, New York: Atheneum)
- The Compass Flower (1977, New York: Atheneum)
- Feathers From the Hill (1978, Iowa City, Iowa: Windhover)
- Finding the Islands (1982, San Francisco: North Point Press)
- Opening the Hand (1983, New York: Atheneum)
- The Rain in the Trees (1988, New York: Knopf)
- Selected Poems (1988, New York: Atheneum)
- The Second Four Books of Poems (1993, Port Townsend, Washington: Copper Canyon Press)
- Travels: Poems (1993), New York: Knopf)
- The Vixen: Poems (1996), New York: Knopf)
- Flower and Hand: Poems, 1977–1983 (1997, Port Townsend, Washington: Copper Canyon Press)
- The Folding Cliffs: A Narrative (1998, New York: Knopf)
- The River Sound: Poems (1999, New York: Knopf)
- The Pupil (2001, New York: Knopf)
- Migration: New and Selected Poems (2005, Port Townsend, Washington: Copper Canyon Press)
- Present Company (2005, Port Townsend, Washington: Copper Canyon Press)
- Selected Poems (2005, Tarset, Northumberland, UK)
- The Shadow of Sirius (2008, Port Townsend, Washington: Copper Canyon Press)
- The Collected Poems of W. S. Merwin (2013, New York: Library of America)
- The Moon Before Morning (2014, Port Townsend, Washington: Copper Canyon Press)
- Garden Time (2016, Port Townsend, Washington: Copper Canyon Press)
- The Essential W. S. Merwin (2017, Port Townsend, Washington: Copper Canyon Press)

### Prózai művek
- The Miner's Pale Children (1970, New York: Atheneum)
- Houses and Travellers (1977, New York: Atheneum)
- The Mays of Ventadorn (2002, National Geographic Directions Series; Washington)
- The Ends of the Earth (2004, esszék, Washington: Shoemaker & Hoard)

### Színdarabok
- Darkling Child (1956, Dido Milroy-jal)
- Favor Island (1957,Poets' Theatre in Cambridge, Massachusetts)
- The Gilded West (1961, Belgrade Theatre, Coventry, Anglia)

### Műfordítások
- The Poem of the Cid  (Cantar de Mio Cid) (1959)
- The Satires of Persius (1960)
- Some Spanish Ballads (1961)
- The Life of Lazarillo de Tormes: His Fortunes and Adversities (Lazarillo de Tormes) (1962)
- The Song of Roland (1963)
- Selected Translations, 1948–1968 (1969)
- Pablo Neruda: Twenty Love Poems and a Song of Despair (Veinte poemas de amor y una canción desesperada) (1969)
- Voices: Selected Writings of Antonio Porchia (1969)
- Jean Follain: Transparence of the World (1969)
- Eight Quechua Poems (1971)
- Oszip Mandelstam: Selected Poems (1974)
- Sanskrit Love Poetry (1977, J. Moussaieff Masson-nal)
- Roberto Juarroz: Vertical Poetry (1977)
- Euripidész Iphigeneia at Aulis (1978, George E. Dimock Jr.-nal)
- Selected Translations, 1968–1978 (1979)
- Robert the Devil (1981)
- Szoszeki Muszó: Sun at Midnight (1989, Sigemacu Szoikuval)
- Dante: Purgatorio az Isteni színjátékból (2000)
- Gawain and the Green Knight, a New Verse Translation (2002)

### Szerkesztőként
- West Wind: Supplement of American Poetry (1961)
- Lament for the Makers: A Memorial Anthology (1996)

## Díjai, elismerései
- Yale Younger Poets Prize (1952, A Mask for Janus)
- PEN Translation Prize (1969)
- Költészeti Pulitzer-díj (1971, The Carrier of Ladders)
- Shelley-emlékdíj (1974)
- Lenore Marshall költészeti díj (1993 Travels)
- National Book Award for Poetry (2005, Migration: New and Selected Poems)
- Költészeti Pulitzer-díj (2009, The Shadow of Sirius)
- Zbigniew Herbert nemzetközi irodalmi díj (2013)